# Lonomia obliqua
Lonomia obliqua è una specie di lepidottero della famiglia Saturniidae, nota soprattutto per il suo stadio larvale velenoso. È considerato il bruco più velenoso al mondo secondo il Guinness World Records.

## Descrizione
I bruchi di Lonomia obliqua misurano circa 4,5–5,5 cm, hanno colori di fondo dal verde al marrone e sono ben mimetizzati. Il corpo è ricoperto da tubercoli con ciuffi di spine facilmente staccabili, che contengono il veleno.

## Distribuzione
La specie è diffusa nel sud del Brasile (Rio Grande do Sul, Santa Catarina, Paraná), ma è segnalata anche in Uruguay, Paraguay e Argentina. Vive principalmente nelle foreste pluviali tropicali.

## Tossicità e importanza medica
Il veleno del bruco causa una sindrome emorragica grave, nota come lonomismo, dovuta a una coagulopatia di consumo. Gli incidenti avvengono per contatto accidentale con le spine, che rilasciano tossine nel sangue. Dal 1989 sono stati registrati numerosi casi, soprattutto in Brasile, con una mortalità del 2,5%. Dal bruco si estrae anche un antiveleno prodotto dall' Instituto Butantan.

## Epidemiologia
Tra il 2007 e il 2017 in Brasile sono stati registrati oltre 42.000 casi di contatto con *L. obliqua*, di cui 248 gravi e 5 mortali. Gli incidenti coinvolgono soprattutto bambini e giovani, con lesioni frequenti alle mani.

## Curiosità
Il bruco di *Lonomia obliqua* è stato oggetto di numerosi studi medici per le sue proprietà anticoagulanti e la sua pericolosità per l'uomo.